# Schatten der Leidenschaft
Schatten der Leidenschaft (Originaltitel: The Young and the Restless) ist eine US-amerikanische Seifenoper, die in der fiktiven Stadt Genoa City in Wisconsin spielt. Sie wird seit dem 26. März 1973 von dem amerikanischen Network CBS ausgestrahlt. Erfunden wurde die Serie von William J Bell und Lee Phillip Bell, die vierzehn Jahre später auch die Schwester-Seifenoper Reich und Schön kreierten. Seit 1988 ist Schatten der Leidenschaft die erfolgreichste tägliche Seifenoper im US-Fernsehen.

## Hintergrund
Genoa City, Wisconsin – Die Metropole des Mittleren Westens der USA findet sich in keinem Atlas und doch ist sie einem weltweiten Fernsehpublikum bekannt. Es ist der fiktive Handlungsort der seit 25 Jahren erfolgreichsten Daily Soap der USA: The Young and the Restless. In Genoa City lebt ein Mikrokosmos an Charakteren gleich welcher Hautfarbe oder Herkunft. Hier wurden Lieben gefunden und verloren, Ehen geschlossen und zerbrochen, Kinder geboren und erwachsen und all dies vor den wachsamen Augen der noch heute 5 Millionen täglichen US-Zuschauer. Alles fand seinen Anfang am 26. März 1973, als der Sender CBS die allererste, damals noch 30-minütige, Episode von Schatten der Leidenschaft ausstrahlte. Aus der Feder des zu jener Zeit bereits legendären Seifenopern-Autors William J. Bell, der mit dieser Serie sein Meisterstück abliefern sollte, und seiner Frau, der Journalistin Lee Phillip Bell, entsprang die Idee zu einer neuen Dramaserie. Das Ziel bestand darin, soziale und medizinische Entwicklungen sowie Diskussion, die die Menschen bewegten, zu integrieren, aber zugleich allen anderen Daily Soaps voraus zu sein. Dies spiegelte sich in edlen Produktionsstandards, die einer Primetime-Serie würdig sind, wider und man zeigte für die damalige Zeit sehr gewagte Liebesgeschichten, angeführt von jungen und leidenschaftlichen Charakteren – ganz getreu dem Serientitel. Keine 2 Jahre nach Serienstart erhielt Schatten der Leidenschaft dann auch schon den ersten in der Reihe vieler Daytime Emmys als ‚Beste Serie’. Im Jahr 2013 feierte Schatten der Leidenschaft seinen 40. Geburtstag. Mittlerweile wurden über 10000 Episoden gedreht. Ein Markenzeichen der Serie ist, dass ein Großteil der Charaktere seit mehreren Jahrzehnten zur Stammbesetzung zählt und immer noch Dreh und Angelpunkt des Geschehens ist. Insgesamt 7 Mal wurde Schatten der Leidenschaft als ‚Beste Serie’ ausgezeichnet und erhielt Zeit ihres Bestehens die unglaubliche hohe Anzahl an Emmys – 111 aus 334 Nominierungen, mehr als jede andere Serie zuvor.

## Ausstrahlungsgeschichte
Seit der Serienpremiere am 26. März 1973 läuft die Serie in den USA auf CBS, wo sie die Daily Soap Where the Heart Is (1969–1973) ersetzte. Der Stammsendeplatz ist 12.30 Uhr Mittag, in einigen Sendegebieten der USA läuft die Serie jedoch auch erst um 16 Uhr, welches ein deutlich zuschauerstärkerer Sendeplatz als der der anderen Daily Soaps ist. Aufgrund des großen Erfolges bereits in den 1970er-Jahren wurde Serienschöpfer Bell schnell bedrängt die Sendezeit der Serie zu verlängern, was aber erst nach langem Widerstand zum 4. Februar 1980 erfolgte, als bereits viele andere Seifenopern auf das Stundenformat umgestellt hatten. Die Zuschauerzahlen stiegen weiter an und ab Dezember 1988 überholte man dauerhaft General Hospital als meistgesehene Seifenoper. Auch wenn die Zuschauerzahlen inzwischen von einstmals knapp 10 Millionen auf 5 bis 6 Millionen täglich zurückgegangen sind, ist die Serie weiterhin der Kernpfeiler des Daytime-Programms von CBS. In den 1990er-Jahren wurden auf CBS 4 Primetime Specials ausgestrahlt, die im Stile regulärer Abendprogramme gestaltet waren mit teils aufwendigen Außendrehs und Handlungshöhepunkten wie 1996 die Episode, in der Victor Newman (Eric Braeden) angeschossen wurde. Die Ausstrahlungen erfolgten 3. März 1994, 26. Oktober 1995 (diese Episode wurde in Deutschland ausgestrahlt), 22. Mai 1996 (diese Episode wurde in Deutschland ausgestrahlt) und am 10. März 1998.
Außerhalb der USA läuft The Young and the Restless u. a. noch im Vereinigten Königreich, der Schweiz, Norwegen, Australien und Frankreich, wo man als Les Feux de l’Amour ähnlich wie in den USA die erfolgreichste Seifenoper darstellt.
In Deutschland strahlte der Privatsender Sat.1 Schatten der Leidenschaft vom 4. Januar 1993 bis Dezember 1994 aus, beginnend mit Episode #3263 aus dem Jahr 1986. Danach gab es eine sehr lange Sendepause im frei empfangbaren deutschen Fernsehen.
Ende der 1990er-Jahre gab es im Pay-TV auf DF1 eine Fortsetzung, somit wurden insgesamt 1.000 Folgen aus den Produktionsjahren 1986 bis 1989 in Deutschland ausgestrahlt. Von 2000 bis 2002 strahlte der Spartensender Sunset des Pay-TV-Senders Premiere weitere 520 Folgen aus den Jahren 1995 bis 1997 aus. Das letzte Mal sendete Premiere nochmals vom 3. Januar 2005 bis zum 29. Dezember 2006 einige Folgen der Serie, diesmal als Wiederholung jene Episoden, die 1993 auf Sat.1 liefen.
Das ZDF setzte die Ausstrahlung von Schatten der Leidenschaft ab 3. März 2008 mit der Episode #8279 fort, welche im Dezember 2005 in den USA lief, als Versuch mit fortan nun einer Episode Reich und Schön einen US-Seifenopern-Block im Programm zu etablieren. Da eine Folge im Original circa 40 Minuten dauert, wurde diese zweigeteilt und jeweils werktags von 11:35 Uhr bis 12:00 Uhr ausgestrahlt. Auf Grund schwacher Einschaltquoten versendete das ZDF die Serie ab 29. Mai 2008 in Doppelfolgen im Nachtprogramm und statt der ursprünglich geplanten 200 Episoden wurden nur 100 synchronisiert. Die Ausstrahlung endete am 20. Dezember 2008.

## Geschichte
In den frühen Jahren handelte die Serie von den Familien Foster und Brooks. William und Elizabeth Foster hatten drei Kinder: Snapper, Greg und Jill. Während die Fosters eine in ärmlichen Verhältnissen lebende Familie war, waren die Brooks wohlhabend. Stuart und Jennifer Brooks hatten vier Töchter: Leslie, Chris, Peggy und Lauralee, die mit Spitznamen Lorie hieß. Die beiden Familien trafen immer wieder aufeinander und im Laufe der Jahre taten sich immer mehr Konflikte auf. Seit 1980, als „Schatten der Leidenschaft“ aufgrund des großen Erfolges auf 60 Minuten verlängert wurde, hielten dann die Familien Newman um Frauenmagnet und Tycoon Victor Newman (der deutschstämmige Eric Braeden) und Abbott um Kosmetikunternehmer John Abbott (Jerry Douglas) Einzug, die bis zum heutigen Tag den Serienalltag bestimmen. Victor Newman und die einstige Stripperin Nikki Reed (Melody Thomas Scott) wurden zu einem der beliebtesten Traumpaare im US-TV und die Rivalität der Erzfeinde Abbott-Erbe Jack Abbott (1. Besetzung: Terry Lester, 2. Besetzung: Peter Bergman) und Victor Newman bzw. der Familienunternehmen ‚Jabot Cosmetics’ und des Konglomerats ‚Newman Enterprises’ ist legendär. All dies wird jedoch übertroffen von der langwierigsten Feindschaft der Fernsehgeschichte, deren Ursprünge in den ersten Jahren von „Schatten der Leidenschaft“ liegen. Es ist ein Kampf um Männer, Geld und Anerkennung, der von zwei ungleichen Frauen über Jahrzehnte bis aufs Äußerste betrieben wurde.
Im Herbst 1973 erschien eine reiche Dame von Welt namens Katherine Chancellor in Genoa City, die die Entwicklung der Serie entschieden prägte und bis zu ihrem Tod im Jahr 2013 von Jeanne Cooper gespielt wurde. Katherine Chancellor war einsam und so engagierte sie die junge Maniküre Jill Foster (1. & 3. Besetzung: Brenda Dickson, 2. Besetzung Deborah Adair, 4. Besetzung: Jess Walton) als ihre Begleitdame. Damals konnte niemand ahnen, auf welche Wege das Schicksal die zwei Frauen verbinden sollte. Umgarnt von Katherines Mann Phillip Chancellor, der seine trinkende Frau nicht mehr liebte, ließ Jill sich mit dem Gatten ihrer Chefin ein. Katherine fühlte sich verraten und unter dem fortwährenden Einfluss ihrer Trinksucht wollte sie verhindern, dass ihre Ehe zerbricht. Eines Tages kommt es dann zur Katastrophe und Katherine verursacht einen Autounfall, bei dem Phillip schwer verletzt wird. Für Jill steht fest, dass Katherine Phillip nach dem Leben trachtete. Vor allem nachdem Katherine Jills Ehe mit Phillip, die an seinem Sterbebett geschlossen wird, für ungültig erklären lässt und deren Sohn Phillip Chancellor III ohne jeglichen Anspruch auf das Erbe seines Vaters geboren wird! Die Feindschaft zwischen Katherine und Jill war geboren und über die Jahre stets wieder befeuert. Sei es aus Interesse an den gleichen Männern, im Kampf um das Sorgerecht für den jungen Phillip und schließlich um das Chancellor-Anwesen. Umso größer dann der Schock, als sich nach 30 Jahren herausstellt, dass Katherine Jills leibliche Mutter ist. Selbst nach dieser unerwarteten Entwicklung dauert es Jahre, bis die Rivalinnen Frieden geschlossen haben. Schließlich wird enthüllt, dass Katherine und Jill doch nicht miteinander verwandt sind, aber zu diesem Zeitpunkt haben die Frauen längst ihren (Un)Frieden miteinander geschlossen. Von Zeit zu Zeit flammt die alte Feindschaft wieder auf, doch in 40 Jahren entstand ein Band, welches erst durch Katherines Serientod im September 2013 gebrochen wurde.
Mit Nicholas (Joshua Morrow), Victoria (1. Besetzung: Heather Tom, 2. Besetzung: Amelia Heinle), Adam (1. Besetzung: Chris Engen, 2. Besetzung Michael Muhney) und Billy (1. und 5. Besetzung: David Tom, 2. Besetzung: Ryan Brown, 3. Besetzung Scott Seymour, 4. Besetzung: Billy Miller) steht inzwischen die zweite Generation der Newmans und Abbotts sowie ihrer Kinder im Mittelpunkt. Bei der afroamerikanischen Winters-Familie um Neil (Kristoff St. John) und Drucilla (Victoria Rowell) führen die nunmehr erwachsene Tochter Lilly (1. & 3. Besetzung: Christel Khalil, 2. Besetzung: Davetta Sherwood) und Adoptivbruder Devon Hamilton (Bryton McClure) die Ära fort. Lauren Fenmore wiederum hat 2005 in die Familie des Anwalts Michael Baldwin (Christian LeBlanc) eingeheiratet um Mutter Gloria Fisher (1. Besetzung: Joan Van Ark, 2. Besetzung: Judith Chapman) und Bruder Kevin (Greg Rikaart). Auf heute dreht sich in Genoa City alles um die großen Gefühle und den Schatten der Leidenschaft: Es geht um Familie, Liebe und den oftmals von Intrigen begleiteten Kampf um Macht.
Ebenfalls bei Schatten der Leidenschaft (später auch bei Reich und Schön) beheimatet war der Charakter der Sheila Carter (Kimberlin Brown), der wahrlich Geschichte schrieb. Als Krankenschwester nahm sie 1990 eine Stelle im Memorial Hospital in Genoa City an. Dort verliebt Sheila sich auf der Stelle in den Arzt Scott Grainger. Als es in dessen Ehe mit Lauren Fenmore (Tracey E. Bregman) zu kriseln beginnt, setzt Sheila alles daran dieses Bündnis zu zerstören. Unter Einfluss von Medikamenten verführt Sheila Scott eines Tages und wird prompt schwanger. Der und Lauren versöhnen sich, doch nachdem Scott von Sheilas Schwangerschaft erfährt, lässt er sich aus Pflichtgefühl von ihr scheiden und heiratet Sheila. Zur selben Zeit wird auch Lauren von Scott schwanger, was sie ihrem Mann jedoch verschweigt. Sheila erleidet später eine Fehlgeburt, hält das aber vor Scott geheim. Sie kontaktiert flugs einen Mann, der ihr illegal ein anderes Baby besorgen soll. Dies tauscht sie später im Krankenhaus gegen Laurens Baby aus und gibt Laurens Kind als ihr eigenes aus, was sie nun Scotty Junior nennt. Laurens vermeintlicher Sohn Dylan stirbt unterdessen noch vor seinem ersten Geburtstag. Später erfährt Lauren aber von Sheilas Mutter Molly die Wahrheit und bekommt so ihren wirklichen Sohn zurück. So entsteht ein jahrelanger Hass zwischen den beiden. Der findet im Februar 2007 ein Ende, als Sheila (die nun durch eine plastische Operation aussieht wie Laurens gute Freundin Phyllis (Michelle Stafford)) Laurens zweites Kind Fenmore zusammen mit Phyllis und deren Tochter Summer kidnapped. Lauren kann den Aufenthaltsort von Sheila herausfinden und es kommt zu einem finalen Showdown, wobei Lauren sich entscheiden muss, wer Sheila und wer Phyllis ist. Sie erschießt dann eine von beiden, die tatsächlich Sheila ist. Mit den Worten „You'll never get rid of me“ stirbt sie schließlich.

## Crossover mit Reich und Schön
Im Laufe der Jahre gab es einige Serien-Crossover zwischen Schatten der Leidenschaft und Reich und Schön.
- 1992
  - Sheila Carter (Kimberlin Brown) schrieb erneut Schatten der Leidenschaft-Geschichte, indem sie der erste Charakter war, der zu Reich & Schön wechselte.  Sheila tauchte in Schatten der Leidenschaft von 1990 bis 1992 und nochmal von 2005 bis 2006 auf. Bei Reich & Schön war sie von 1992 bis 1998 und 2002 sowie im Jahr 2003 nochmal zu sehen.
  - Molly Carter (Marilyn Alex) tauchte ein paar Mal in Los Angeles und somit bei Reich & Schön (zuletzt 1998) auf, nachdem ihre Tochter sich entschied, dort zu leben.

- 1993
  - Brad Carlton (Don Diamont) tauchte in Reich & Schön auf, um von Sheila Photos einzufordern, die eine Affäre zwischen Lauren und ihm bewiesen.
  - Dr. Scott Grainger (Peter Barton) machte mit seiner Frau Lauren Urlaub auf Catalina Island, wo sich auch Sheila und ihr Mann Eric Forrester befanden. Scott starb bei diesem Ausflug.

- 1995
  - Lauren Fenmore (Tracey E. Bregman) zog um nach Los Angeles, wo sie bis 1999 weilte, nachdem sie bereits vorher schon immer wieder in Reich & Schön zu Gast war.

- 1998–1999
  - Reich & Schöns Brooke Logan (Katherine Kelly Lang) traf sich mit Victor Newman in Genoa City. Danach tauchte dieser auch mal in Los Angeles auf.
  - Jack Abbott (Peter Bergman) traf sich in Los Angeles mit Eric Forrester.

- 2001
  - Dr. Tim Reid (Aaron Lustig), der Phyllis Summers Therapeut war, kam nach Los Angeles zu Reich & Schön und half Morgan DeWitt (Sarah Buxton).

- 2002
  - Lauren Fenmore (Tracey E. Bregman) lieferte ein kurzes Gastspiel bei Reich & Schön ab.

- 2004
  - Lauren Fenmore (Tracey E. Bregman) war erneut bei Reich & Schön zu sehen, als sie Jacqueline Marone half, vor ihrem Mann Massimo einen One-Night-Stand mit Deacon Sharpe zu verheimlichen.

- 2005
  - Reich & Schöns Eric Forrester (John McCook) war gleich zweimal bei Schatten der Leidenschaft zu sehen: Einmal, um Michael Baldwin vor Sheila Carter zu warnen und beim zweiten Mal, um der Hochzeit von Michael und Lauren Fenmore beizuwohnen.
  - Katherine Chancellor (Jeanne Cooper) kam zu Reich & Schön, um Massimo Marone (Joseph Mascolo) und Stephanie Forrester (Susan Flannery) zu treffen, da sich herausstellte, dass sie die Verwalterin eines Trusts war, der „Forrester Creations“ besaß.
  - Laurens Mutter, Joanna Manning (Susan Seaforth Hayes), trat bei Reich & Schön auf. Dann trat sie ebenfalls bei Schatten der Leidenschaft auf, um der Hochzeit ihrer Tochter mit dem Anwalt Michael Baldwin beizuwohnen.

- 2006
  - Reich & Schöns Amber Moore (Adrienne Frantz) tauchte im November bei Schatten der Leidenschaft auf, arbeitete nun fortan in Laurens Boutique und mischte das jüngere Ensemble im Laufe der nächsten 4 Jahre auf.

- 2007
  - Lauren trat im Januar erneut in Reich & Schön auf, um einer Modenschau von Eric Forresters neuem Modehaus „Forrester Originals“ beizuwohnen.
  - Schatten der Leidenschafts Ashley Abbott (Eileen Davidson) war vom 9. März 2007 bis 4. Juli 2008 bei Reich & Schön zu sehen. Schon während ihrer Zeit bei Reich & Schön stand sie auch öfter für Gastauftritte bei Schatten der Leidenschaft zur Verfügung. Seit 26. September 2008 ist sie nun wieder Vollzeit bei Schatten der Leidenschaft zu sehen.
  - Schatten der Leidenschafts Traci Abbott Connelly (Beth Maitland) war bei Reich & Schön zu sehen, als sie mit ihrer Schwester Ashley telefonierte.
  - Schatten der Leidenschafts Christine Blair (Lauralee Bell) war als Verteidigerin von Ridge Forrester im Juni 2007 bei Reich & Schön zu sehen.
  - Reich & Schöns Brooke Logan (Katherine Kelly Lang) ist im Juli bei Schatten der Leidenschaft zu sehen und deckt in einem Telefongespräch mit Cane Ashby (Daniel Goddard) die Vergangenheit ihrer ehemaligen Schwiegertochter Amber Moore auf.

- 2008
  - Reich & Schöns Eric Forrester (John McCook) trat zusammen mit Ashley Abbott (Eileen Davidson) bei Schatten der Leidenschaft auf, als Jack und Sharon nach Los Angeles flogen, um mit 'Forrester Creation's' ein Geschäft abzuschließen.
  - Reich & Schöns Felicia Forrester (Lesli Kay) tauchte im März in Geona City auf, um an der Eröffnung des neuen Magazins 'Restless Style' teilzunehmen. Sie kam in Begleitung von Ashley (Eileen Davidson), die somit ihren dritten Auftritt binnen kürzester Zeit in ihrer ehemaligen Heimatstadt hatte.

- 2009
  - Reich & Schöns Deacon Sharpe (Sean Kanan) wurde eine Hauptfigur in Genoa City und unter anderem in eine Liebesgeschichte mit Nikki Newman (Melody Thomas Scott) verwickelt.

- 2010
  - Reich & Schöns Tawny Moore (Andrea Evans) erscheint bei Schatten der Leidenschaft auf der Suche nach ihrer Tochter Amber Moore (Adrienne Frantz), nachdem diese wieder Genoa City für Los Angeles verlässt.

- 2011
  - Schatten der Leidenschafts Olivia Winters (Tonya Lee Williams) erscheint bei Reich & Schön anlässlich der Hochzeit ihres Cousins Justin Barber (Aaron D. Spears) mit Donna Logan (Jennifer Gareis).

- 2013
  - Reich & Schöns Oliver Jones (Zack Conroy) erscheint bei Schatten der Leidenschaft mehrfach als Fotograf, der für Jabot Cosmetics für Werbeaufnahmen tätig ist.
  - Reich & Schöns Eric Forrester (John McCook) besucht abermals Genoa City für die Wiedervermählung von Nikki Newman (Melody Thomas Scott) und Victor Newman (Eric Braeden).
  - Ein trauriger Anlass führt Reich & Schöns Amber Moore (Adrienne Frantz) zurück zu Schatten der Leidenschaft, die Beerdigung von Katherine Chancellor (Jeanne Cooper), mit der Amber eng befreundet war.

- 2014
  - Reich & Schöns Rick Forrester (Jacob Young) samt Ehefrau Caroline Spencer Forrester (Linsey Godfrey) statten Schatten der Leidenschaft einen Besuch ab anlässlich einer Modenschau, bei der auch Forrester Creations vertreten ist.
  - Schatten der Leidenschafts Gloria Fisher Bardwell (Judith Chapman) kommt nach Los Angeles, um sich eine Modenschau von Forrester Creations in Reich & Schön anzusehen.

## Besetzung

### Gegenwärtige Hauptdarsteller
| Schauspieler          | Rolle                           | Status                                       |
| --------------------- | ------------------------------- | -------------------------------------------- |
| Robert Adamson        | Noah Newman (#3)                | 2012–                                        |
| Peter Bergman         | Jack Abbott (#2)                | 1989–                                        |
| Tracey E. Bregman     | Lauren Fenmore Baldwin          | 1983–1995; 2000, 2001–                       |
| Eric Braeden          | Victor Newman                   | 1980–                                        |
| Steve Burton          | Dylan McAvoy                    | 2013–                                        |
| Sharon Case           | Sharon Collins (#3)             | 1994–                                        |
| Judith Chapman        | Gloria Fisher Bardwell (#2)     | 2005–                                        |
| Doug Davidson         | Paul Williams                   | 1978–                                        |
| Eileen Davidson       | Ashley Abbott (#1)              | 1982–1989, 1999–2007, 2008–2012, 2013, 2014– |
| Don Diamont           | George 'Brad Carlton' Kaplan    | 1985–1996, 1998–2009                         |
| Jessica Collins       | Avery Bailey Clark              | 2011–2015                                    |
| Daniel Goddard        | Ethan 'Cane' Ashby              | 2007–                                        |
| Michael Muhney        | Victor 'Adam Wilson' Newman Jr. | 2009–2014                                    |
| Michael Gross         | Lowell 'River' Baldwin          | 2008–2009                                    |
| Amelia Heinle         | Victoria Newman Hellstrom (#3)  | 2005–                                        |
| Elizabeth Hendrickson | Chloe Mitchell Ashby            | 2008–2014                                    |
| Christel Khalil       | Lily Winters (#1)               | 2002–2005, 2006–                             |
| Christian LeBlanc     | Michael Baldwin                 | 1991–1993, 1997–                             |
| Kate Linder           | Esther Valentine                | 1982–                                        |
| Bryton McClure        | Devon Hamilton                  | 2004–                                        |
| Sean Carrigan         | Dr. Ben 'Stitch' Rayburn        | 2013–                                        |
| Melissa Claire Egan   | Chelsea Lawson                  | 2011–                                        |
| Billy Miller          | William 'Billy' Abbott (#4)     | 2008–2014                                    |
| Joshua Morrow         | Nicholas 'Nick' Newman          | 1994–                                        |
| Angel Conwell         | Leslie Michaelson               | 2010–2014                                    |
| Hunter Hailey King    | Summer Newman                   | 2012–                                        |
| Greg Rikaart          | Kevin Fisher                    | 2003–                                        |
| Melody Thomas Scott   | Nicole 'Nikki' Reed Newman (#2) | 1979–                                        |
| Michelle Stafford     | Phyllis Summers Newman (#1)     | 1994–1997, 2000–2013                         |
| Mishail Morgan        | Hilary Michaelson Winters       | 2013–                                        |
| Kristoff St. John     | Neil Winters                    | 1991–2019                                    |
| Jess Walton           | Jill Foster Abbott (#4)         | 1987–                                        |

### Wiederkehrende Darsteller
| Schauspieler       | Rolle                  |
| ------------------ | ---------------------- |
| Tatyana Ali        | Roxanne                |
| Tracey E. Bregman  | Lauren Fenmore Baldwin |
| Darcy Rose Byrnes  | Abby Carlton           |
| Jerry Douglas      | John Abbott            |
| Jamia Simone Nash  | Ana Hamilton           |
| Erin Sanders       | Eden Baldwin           |
| Ted Shackelford    | Jeffrey Bardwell       |
| Patty Weaver       | Gina Roma              |
| Tonya Lee Williams | Dr. Olivia Winters     |
| Alyvia Alyn Lind   | Faith Newman           |
| Mckenna Grace      | Faith Newman           |

### Ehemalige berühmte Hauptdarsteller
| Schauspieler        | Rolle                       | Status                       |
| ------------------- | --------------------------- | ---------------------------- |
| Rod Arrants         | Dr. Steven Lassiter         | 1987–1988 (wiederkehrend)    |
| Penn Badgley        | Phillip Chancellor IV       | 2000–2001 (wiederkehrend)    |
| Lauralee Bell       | Christine Blair             | 1985–2006                    |
| Eddie Cibrian       | Matt Clark (#1)             | 1994–1996                    |
| Jeanne Cooper       | Katherine 'Kay' Chancellor  | 1973–2013                    |
| Lyndsy Fonseca      | Colleen Carlton (#1)        | 2001–2004 (2004–2005, guest) |
| Vivica A. Fox       | Stephanie Simmons           | 1995                         |
| Albert Hall         | Richter Theodore Billington | 2004 (wiederkehrend)         |
| David Hasselhoff    | Dr. Snapper Foster (#2)     | 1975–1982, 2010              |
| Thad Luckinbill     | J.T. Hellstrom              | 1999–2010                    |
| Shemar Moore        | Malcolm Winters             | 1994–2002, 2004–2005         |
| Darius McCrary      | Malcolm Winters (#2)        | 2009–2011                    |
| Amy O’Neill         | Molly Stark                 | 1986                         |
| Eva Longoria Parker | Isabella Braña Williams     | 2001–2003                    |
| Monica Potter       | Sharon Collins (#1)         | 1994 (wiederkehrend)         |
| Victoria Rowell     | Drucilla Winters            | 1990–2000, 2002–2007         |
| Kevin Schmidt       | Noah Newman (#2)            | 2008–2010, 2011–2012         |
| Tom Selleck         | Jed Andrews                 | 1974–1975                    |
| Heather Tom         | Victoria Newman             | 1993–2003                    |
| Lynne Topping       | Chris Brooks Foster         | 1978–1982                    |
| Paul Walker         | Brandon Collins             | 1992–1993                    |

## Auszeichnungen

### Daytime Emmy Awards

#### Beste Serie
- 1975 „Beste Drama Serie“
- 1983 „Beste Drama Serie“
- 1985 „Beste Drama Serie“
- 1986 „Beste Drama Serie“
- 1993 „Beste Drama Serie“
- 2004 „Beste Drama Serie“
- 2007 „Beste Drama Serie“, geteilt mit Springfield Story
- 2014 „Beste Drama Serie“

#### Drehbuch
- 1992 Head-Writer William J. Bell
- 1997 Head-Writer William J. Bell, geteilt mit All My Children
- 2000 Head-Writer Kay Alden
- 2006 Head-Writer Lynn Marie Latham, Kay Alden, John F. Smith
- 2011 Head-Writer Maria Arena Bell, Scott Hamner, Hogan Sheffer
- 2014 Head-Writer Josh Griffith, Shelly Altman, Tracey Thomson

#### Regie
- 1975 Regisseur Richard Dunlop
- 1978 Regisseur Richard Dunlop
- 1986
- 1987
- 1988
- 1989
- 1996
- 1997
- 1998
- 1999
- 2001
- 2002
- 2011

#### Schauspieler
- 1985 Nebendarstellerin: Beth Maitland (Traci Abbott)
- 1985 Jungschauspielerin: Tracey E. Bregman (Lauren Fenmore)
- 1991 Hauptdarsteller: Peter Bergman (Jack Abbott)
- 1991 Nebendarstellerin: Jess Walton (Jill Foster Abbott)
- 1992 Hauptdarsteller: Peter Bergman (Jack Abbott)
- 1992 Jungschauspieler: Kristoff St. John (Neil Winters)
- 1992 Jungschauspielerin: Tricia Cast (Nina Webster Kimble)
- 1993 Jungschauspielerin: Heather Tom (Victoria Newman McNeil)
- 1997 Hauptdarstellerin: Jess Walton (Jill Foster Abbott)
- 1997 Nebendarstellerin: Michelle Stafford (Phyllis Summers Romalotti)
- 1998 Hauptdarsteller: Eric Braeden (Victor Newman)
- 1999 Nebendarstellerin: Sharon Case (Sharon Collins Newman)
- 1999 Jungschauspielerin: Heather Tom (Victoria Newman)
- 2000 Nebendarsteller: Shemar Moore (Malcolm Winters)
- 2000 Jungschauspieler: David Tom (Billy Abbott)
- 2000 Jungschauspielerin: Camryn Grimes (Cassie Newman)
- 2002 Hauptdarsteller: Peter Bergman (Jack Abbott)
- 2004 Hauptdarstellerin: Michelle Stafford (Phyllis Summers Abbott)
- 2005 Hauptdarsteller: Christian LeBlanc (Michael Baldwin)
- 2005 Nebendarsteller: Greg Rikaart (Kevin Fisher)
- 2005 Jungschauspieler: David Lago (Raul Guittierez)
- 2006 Nebendarstellerin: Victoria Rowell (Drucilla Winters)
- 2007 Hauptdarsteller: Christian LeBlanc (Michael Baldwin)
- 2007 Jungschauspieler: Bryton McClure (Devon Hamilton)
- 2008 Nebendarsteller: Kristoff St. John (Neil Winters)
- 2008 Hauptdarstellerin: Jeanne Cooper (Katherine Chancellor)
- 2009 Hauptdarsteller: Christian LeBlanc (Michael Baldwin)
- 2010 Nebendarsteller: Billy Miller (Billy Abbott)
- 2012 Jungschauspielerin: Christel Khalil (Lily Winters)
- 2013 Hauptdarsteller: Doug Davidson (Paul Williams)
- 2013 Nebendarsteller: Billy Miller (Billy Abbott), geteilt mit Scott Clifton (Liam Cooper)
- 2014 Jungschauspielerin: Hunter King (Summer Newman)
- 2014 Nebendarsteller: Billy Miller (Billy Abbott)
- 2014 Nebendarstellerin: Amelia Heinle (Victoria Newman Abbott)

### TV Soap Golden Boomerang Awards
- 2006 „Hall of Fame Inductee“ Eric Braeden (Victor Newman)

### Writers Guild of America Awards
- 2003 „Beste Daytime Serie“ geschrieben von Kay Alden, Trent Jones, John F. Smith, Jerry Birn, Jim Houghton, Natalie Minardi, Janice Ferri, Eric Freiwald, Joshua McCaffrey, Michael Minnis und Rex M. Best
- 2006 „Beste Daytime Serie“ geschrieben von Kay Alden, John F. Smith, Janice Ferri, Jim Houghton, Natalie Minardi Slater, Sally Sussman Morina, Sara Bibel, Eric Freiwald, Linda Schreiber, Joshua S. McCaffrey, Marc Hertz, Sandra Weintraub
- 2010 „Beste Daytime Serie“ geschrieben von Scott Hamner, Marla Kanelos, Beth Milstein, Natalie Minardi, Amanda L. Beall, Jeff Beldner, Susan Dansby, Janice Ferri, Jay Gibson, Michael Montgomery, Anne Schoettle, Sarah Smith, Linda Schreiber, Christopher Whitesell, Teresa Zimmerman (Hinweis: Die Headwriter Maria Arena Bell und Hogan Sheffer wurden nicht mit ausgezeichnet, da sie nicht mehr Teil der Autorengilde sind, da sie 2008 Streikbrecher waren während des Autorenstreiks)
- 2013 „Beste Daytime Serie“ geschrieben von Scott Hamner, Marla Kanelos, Beth Milstein, Natalie Minardi, Amanda L. Beall, Tom Casiello, Lisa Connor, Janice Ferri, Eric Freiwald, Jay Gibson, Melissa Salmons, Linda Schreiber, James Stanley, Sandra Weintraub, Teresa Zimmerman (Hinweis: Die Headwriter Maria Arena Bell und Hogan Sheffer wurden nicht mit ausgezeichnet, da sie nicht mehr Teil der Autorengilde sind, da sie 2008 Streikbrecher waren während des Autorenstreiks)